# Lilas Desquiron
Lilas Desquiron (Puerto Príncipe, 1946) es una escritora y etnóloga haitiana. Entre 2001 y 2004 fue Ministra de Cultura y Comunicaciones en el gobierno de Jean-Bertrand Aristide.
Su familia era originaria de Jérémie. Entre 1966 y 1970 estudió etnología en Bruselas y París, especializándose en religiones afroamericanas. Posteriormente regresó a Francia.

## Trabajos
- Racines de voudou, ensayo (1990)[1]
- Les chemins de Loco-Miroir, novela (1990)